# Îngeri și demoni
Îngeri și demoni (engleză Angels & Demons) este un romanul lui Dan Brown apărut în anul 2000. În această carte, autorul abordează un subiect inedit, și anume rivalitatea seculară dintre Vatican (Biserica Catolică) și confreria secretă Illuminati. Acțiunea se desfășoară în lumea contemporană. Din punct de vedere narativ, romanul se bucură de o acțiune palpitantă, abordând în spiritul eroismului american un subiect clasic: eroul/eroii salvator/salvatori.
Dincolo de acțiunea propriu-zisă, este foarte interesantă descoperirea antimateriei, despre care Dan Brown menționează, și îi oferă un loc important în carte, dar și confreria Illuminati, întemeiată de Galilei și o mână de oameni culți ai Renașterii. Firul istoric, aparte de firul narativ, este de asemenea abordat, însă cele două planuri se împletesc. Se poate spune că romanul reprezintă astfel o sursă de destindere pentru cititorii pasionați de literatură de consum, dar și pentru cercetători istorici sau cei pasionați de acest domeniu, în care găsesc informații istorice mai puțin abordate în lumea modernă.